# まねきケチャ
まねきケチャは、2015年に結成された日本ツインテール協会プロデュースの元で活動する日本の女性アイドルグループ。

## 概要
「多角化するアイドルシーンに、既存の“萌え”を超えた“福”の世界を届けたい」としてglamb代表兼デザイナー・写真家・日本ツインテール協会会長である古谷完により、結成された。
日本ツインテール協会のプロデュースするアイドルとしては、drop（現在は解散し、後継グループ「ナナランド」が活動）に次ぐ2番目のグループである。
楽曲の作詞は古谷完、作曲はElements Gardenの上松範康、末益涼太、藤永龍太郎らが担当し、メンバーの衣装は「glamb」「LAYMEE」のデザイナー陣によって手がけられている。
楽曲についてはナナランドと共にdropの一部を流用しており、代表曲「冗談じゃないね」のように3グループすべてで使われたものもある。

## 略歴

### 2015年
- 3月6日、dropの妹分となる新アイドルユニットのオーディション開催を告知[3]。
- 7月18日、グループ名・メンバー・グループロゴを発表。
- 8月8日、ライブイベント「ろまんちっくコンポート Vol.01」にて初お披露目[1]。
- 11月14日、1st自主制作シングル「告白のススメ/愛言葉」をリリース。
- 12月23日、2nd自主制作シングル「冗談じゃないね/モンスターとケチャ」をリリース。

### 2016年
- 2月22日、「ReNY SUPER LIVE 2016 Vol.7」にて、FORCE MUSIC所属・CD発売を発表。
- 4月8日、初の冠ラジオ番組『まねかれナイト』がbayfmにてスタート[4]。
- 4月26日、1stシングル「きみわずらい/妄想桜」発売、4月25日付オリコンデイリーチャートにて1位を獲得。Zepp Tokyo、中野サンプラザでのワンマン公演を発表[5]。
- 6月19日、「TIFメインステージ争奪LIVE〜前哨戦〜」1部を1位通過。
- 6月26日、ワンマンライブ「まねケチャランド2016〜ZeppTokyo初夏の陣〜」を開催。
- 7月18日、ワンマンライブ「まねケチャランド2016〜中野サンプラザの陣〜」を開催。
- 8月5日、TOKYO IDOL FESTIVAL 2016に出演。同イベント内「TIFメインステージ争奪LIVE ファイナル」に於いて優勝[6]。
- 8月7日、TOKYO IDOL FESTIVAL 2016メインステージ（Zepp DiverCity）にてライブ。
- 8月31日、代々木公園野外音楽堂にてフリーライブ「まねケチャスプラッシュ」を開催[7]。
- 9月3日、ワンマンライブ「突然のまねきBLITZ」を開催。
- 10月18日、2ndシングル「タイムマシン/SPLASH」発売、10月17日付オリコンデイリーチャートにて1位を獲得。
- 11月27日 - 翌年1月8日にかけて、恵比寿LIQUIDROOM、梅田CLUB QUATTRO、Zepp Tokyo、赤坂BLITZにてワンマン東阪ツアー「まねきケチャなら」を開催。
- 12月19日、FORCE MUSICとの契約終了を発表。

### 2017年
- 1月8日、札幌・仙台・東京・名古屋・大阪・岡山・福岡の7都市をめぐる全国ツアー「まねかれジャパン」の開催を発表。
- 3月26日、全国ツアー「まねかれジャパン」の大阪公演にて、ユニバーサルミュージックからのメジャーデビューを発表[8]。
- 5月8日、『週刊プレイボーイ』2017年5月22日号に、付録として3月発表の新曲「青息吐息」のCDが収録された。また、この号では松下玲緒菜が初グラビアで表紙を飾った[9]。
- 5月26日、藤咲真有香が心身の不調を理由としてグループ卒業・芸能界引退を発表[10]。藤咲は同年4月7日より活動を休養していた。
- 6月10日、日本テレビ『バズリズム』内においてメジャーデビュー曲「どうでもいいや」を披露し、初のスタジオライブ出演を果たした。
- 6月28日、メジャーデビューシングル「どうでもいいや/ありきたりな言葉で」をVirgin Recordsより発売。これを記念して、TSUTAYA O-EASTにてフリーライブを開催。
- 8月13日、「まねきケチャ2周年記念ライブ 〜まねかれナイト〜」内にて、翌年1月7日にTDCホールでワンマンライブを行うことを発表[11]。
- 10月9日、大阪城野外音楽堂にてフリーライブ「まねきケチャの大阪城deフリーケチャ」を開催。
- 11月22日、「ツインテールコンポート2017」内にて、新メンバー深瀬美桜の加入が発表された[12]。なお、ライブには12月3日より参加。

### 2018年
- 1月7日、「TDCでまねきケチャ 2018！」内にて、同年9月24日に念願だった日本武道館でのワンマンライブを行うことを発表[13]。
- 1月20日、「まねきケチャの運試しケチャ2018」内にて、新体制初のシングルを日本コロムビアより4月18日にリリースすることを発表[14]。
- 2月2日、「ツインテールフェス2018」内にて、1stアルバム「きみわずらい」をシングルと同時リリースすることを発表[15]。
- 3月5日、新曲「鏡の中から」がテレビアニメ『ゲゲゲの鬼太郎（第6作）』（フジテレビ）のエンディングテーマ曲となることが発表された[16]。
- 3月20日、藤川千愛の活動休止を発表[17][18]。
- 4月13日、藤川千愛が同月14日開催の栃木でのリリースイベントより復帰することを発表[19]。
- 4月18日、シングル「鏡の中から/あたしの残りぜんぶあげる」および、1stアルバム『きみわずらい』を発売。
- 9月24日、藤川千愛が卒業。
- 12月15日、「まねきケチャ東名阪ツアー2018」大阪公演にて新メンバー篠原葵の加入を発表。同時に新曲「いつかどこかで」がテレビアニメ「おこしやす、ちとせちゃん」のエンディングテーマ曲に使用されると発表。[20]。

### 2019年
- 2月9日、「第52回『NHK福祉大相撲』」にて竜電関とDA PUMPの『U.S.A.』をカバー。
- 3月13日、ロックバンドグループCIVILIAN初のカバーシングル『邂逅ノ午前零時』発売。同シングル内にまねきケチャとのコラボ楽曲『I feat. まねきケチャ』収録。
- 3月20日、日本コロムビアより『いつかどこかで/ワンチャンス』発売、配信開始。
- 3月27日、所属事務所が松下玲緒菜に未成年でありながら酒類を提供する店での飲酒疑惑に対し飲酒の事実は無かったものの同年5月2日まで活動自粛を、また同行した宮内凛には厳重処分を施すことを発表。
- 7月13日、『初夏のまねきケチャ2019』にてメンバー考案のセットリストを初披露。
- 8月31日、『4周年だよ!まねきケチャ』にて新曲『あるわけないのその奥に』、『愛と狂気のカタルシス』を初披露。前者は2度目のフジテレビアニメ『ゲゲゲの鬼太郎（第6作）』のエンディングテーマ曲であると発表。
- 12月13日、松下玲緒菜が声帯結節の診断を受ける。
- 12月18日、日本コロムビアより2ndアルバム『あるわけないの』発売、配信開始。

### 2020年
- 5月2日、松下玲緒菜1st写真集『いつまでも』（光文社、ISBN 978-4-334-90256-8）発売。
- 8月10日、結成5周年ライブ『パシフィコ横浜 de まねきケチャ』開催。新曲の『難攻不落』、『招かれチューン』、『引き算』初披露。

### 2021年
- 1月29日、中川美優FLASHデジタル写真集『酒のち、酒。』発売。
- 1月31日、Blu-ray『4TH・5TH ANNIVERSARY LIVE』発売。
- 3月26日、宮内凛1st写真集『凛と』（秋田書店 ISBN 978-4-253-01108-2）発売。
- 4月21日、シングル『まわる世界に』発売。
- 6月22日、メンバー1人が新型コロナウイルスに感染したことを公表[21]。感染したメンバーについては明らかにしていない[21]。ほかのメンバーとスタッフが濃厚接触者にあたり、PCR検査を受診することに伴い、当面活動を休止することになった[21]。
- 9月4日、結成6周年記念ライブ『6周年だよ！まねきケチャ』開催。新曲の『めんどくせー』、『Awesome!』、『狂気』初披露。
- 12月2日、深瀬美桜が2022年5月22日のJAPAN TOUR 2022『招かれロード〜東京 FINAL 公演〜』をもってグループ卒業を発表[22]。
- 12月17日、まねきケチャ カレンダーBOOK2022（秋田書店 ISBN 978-4-253-11107-2）発売。

### 2022年
- 4月12日、中川美優、宮内凛、松下玲緒菜の3人が2023年春頃開催の公演を最後にグループから卒業することを発表[23]。
- 4月20日、シングル『Awesome!』発売。
- 5月2日、松下玲緒菜2nd写真集『in the seasons』（光文社、ISBN 978-4-334-90296-4）発売。
- 5月22日、JAPAN TOUR 2022『招かれロード〜東京 FINAL 公演〜』をもってメンバーの深瀬美桜がグループを卒業。新曲『あの花（中川美優作詞）』を初披露。
- 6月8日、まねきケチャワンマンライブin恵比寿リキッドルームにて新メンバー森ふう花がお披露目された。
- 7月18日、篠原葵生誕祭2022（品川インターシティホール）を開催。
- 10月9日、結成7周年記念公演『7周年だよ!まねきケチャ』（東京国際フォーラムC）を開催。新曲『なんのこっちゃ』『恋霞』を初披露。
- 10月14日、森ふう花1stデジタル写真集『森ふう花 おんがえし』（FLASHデジタル写真集）販売。
- 12月9日、中川美優1st写真集『MUSE』（秋田書店）、発売。
- 12月12日から1月22日までスイーツパラダイス上野ABAB店にてコラボカフェを開催。

### 2023年
- 1月14日、新春招福ワンマンライブ『笑門来福』（LINE CUBE SHIBUYA）を開催。
- 1月25日、まねきケチャオフィシャルフォトブック『未来へ』を発売。
- 3月24日、宮内凛2nd写真集『with.』（秋田書店 ISBN 978-4-253-01121-1）発売。
- 3月20日、卒業記念公演『旅立ち』（NHKホール）をもってメンバーの中川美優、宮内凛、松下玲緒菜がグループを卒業。新曲『壊れたままで』を初披露。
- 4月17日から5日連続でTwitterにて新体制メンバーを発表。
- 4月28日、『まねきケチャ 新体制ワンマンライブin Spotify O-EAST』にて新メンバーの凪咲楓、神崎ひな、朝比奈さくらをお披露目。新曲『ペンライト』を初披露。
- 5月28日、森ふう花生誕祭2023（白金高輪SELENE b2）を開催。
- 7月1日、篠原葵生誕祭2023（duo MUSIC EXHANGE）を開催。
- 8月4日・6日、『TOKYO IDOL FESTIVAL 2023』に出演。TIFと週刊SPA!のコラボ企画「水着でアイドル頂上決戦」に神崎ひなが出場。同年9月に神崎ひなの優勝が発表された。
- 8月7日、『IDOL RUNWAY COLLECTION Supported by TGC』（国立代々木競技場 第二体育館）に篠原葵が出演。
- 8月18日、朝比奈さくらと所属事務所コレットプロモーションとのマネジメント契約の解除が発表される[24]。
- 8月20日、新体制初の海外遠征、『MAGIC IDOL FEST2023』（Jack’s Studio、台湾）に出演。
- 9月30日、結成8周年記念公演『招福八祭』（Spotify O-WEST）を開催。新曲『ひょっとして好きですか？』、『あたし中毒』を初披露。
- 11月14日、グループ初表紙の週刊SPA!11/21号が販売。TOKYO IDOL FESTIVAL 2023と週刊SPA!のコラボ企画「水着でアイドル頂上決戦」にて神崎ひなが優勝し、メンバー全員での表紙出演権を獲得したことによる。

### 2024年
- 1月27日、神崎ひな生誕祭2024（GOTANDA G4）を開催。
- 2月10日、凪咲楓生誕祭2024（GOTANDA G4）を開催。
- 2月11日、篠原葵と森ふう花が4月12日のワンマン公演を最後に、まねきケチャを卒業することを発表。
- 4月12日、卒業記念公演（Spotify O-EAST）をもってメンバーの篠原葵、森ふう花がグループを卒業。
- 4月17日から5日連続でTwitterにて新体制メンバーを発表。
- 4月27日、まねきケチャ 新体制ワンマンライブ（渋谷WWW X）にて新メンバーの三井いろは、早瀬結実、堀内すずをお披露目。新曲『ヲタク体操アイドル謳歌』を初披露。
- 8月12日、結成9周年記念公演『獣招祭典』（品川インターシティホール）を開催。新曲『うじゃ』を初披露。
- 9月９日、新宿LOFTでの定期公演『LOFT de 甚平ケチャ！』にてまねきケチャ JAPAN TOUR 2024『招き旅』の開催を発表。
- 10月6日、三井いろは生誕祭2024（Spotify O-nest）を開催。
- 10月26日、新体制初ツアー『招き旅』（RAD HALL）をはじめ開催。

### 2025年
- 1月9日、神崎ひな1stフォトブック『SPECIAL FAN BOOK 神崎ひな』を販売。
- 1月18日、まねきケチャJAPAN TOUR 2024『招き旅～東京FINAL公演』（渋谷WWW X）を開催。
- 1月19日、3か月連続サブスク配信第1弾『ヲタク体操アイドル謳歌』、『ひょっとして好きですか』を配信開始。
- 1月26日、神崎ひな生誕祭2025（池袋 harevutai）を開催。
- 2月8日、早瀬結実生誕祭2025（SHIBUYA VIDENT）を開催。
- 2月8日、凪咲楓生誕祭2025（SHIBUYA VIDENT）を開催。
- 2月14日から2月18日、新体制初の海外遠征、広州・上海にて対バンの参加・ワンマンを開催。
- 2月19日、3か月連続サブスク配信第2弾『なんのこっちゃ』、『僕＋君とか』を配信開始。
- 3月16日、堀内すず生誕祭2025（SHIBUYA VIDENT）を開催。
- 3月19日、3か月連続サブスク配信第3弾『うじゃ』、『あたし中毒』を配信開始。
- 4月27日、『恋霞』のサブスク配信開始。
- 8月14日、結成10周年記念公演『10周年だよ！まねきケチャ』（Zepp Shinjuku）を開催。日高里緒が新メンバーとして加入することが発表される[25][注 1]。
- 12月16日、日本コロムビアのrock field（レーベル）からミニアルバム「なんでもない今日が愛しくて」をリリース。

## メンバー
| 名前                 | ニックネーム           | 生年月日（年齢） | 身長  | 出身地 | カラー    | 属性  | まねき獣   | ファン愛称   | 備考                                                                            |
| -------------------- | ---------------------- | ---------------- | ----- | ------ | --------- | ----- | ---------- | ------------ | ------------------------------------------------------------------------------- |
| 凪咲楓               | かえぴ                 | 2月2日           | 153cm | 兵庫県 | 青        | 水    | アザラシ   | あざらしたち | 2023年4月28日加入の五期生。 3代目リーダー。                                     |
| 神崎ひな             | ひなちゃん             | 1月9日           | 151cm | 栃木県 | 紫→ 赤    | 月→炎 | 犬         |              | 2023年4月28日加入の五期生。 2024年4月27日からの新体制に伴いカラーと属性を変更。 |
| 三井いろは           | いろは                 | 10月9日          | 158cm | 東京都 | 黄        | 雷    | ハリネズミ |              | 2024年4月27日加入の六期生。                                                     |
| 早瀬結実             | ゆみちゃん             | 1月31日          | 155cm | 青森県 | 紫        | 夢    | ユニコーン |              | 2024年4月27日加入の六期生。                                                     |
| 堀内すず             | すぅちゃん、すーちゃん | 3月14日          | 161cm | 愛知県 | 緑        | 自然  | リス       |              | 2024年4月27日加入の六期生。                                                     |
| ひだか りお 日高里緒 | りおちゃん、りお       | 10月30日         | 160cm | 兵庫県 | 黒 （仮） |       |            |              | 2025年10月19日加入の七期生。 ベンジャズとの兼任後、 同年12月6日に完全移籍       |

### 旧メンバー
| 名前         | ニックネーム        | 生年月日（年齢）      | 身長  | 出身地 | カラー | 属性 | まねき獣 | ファン愛称 | 備考 |
| ------------ | ------------------- | --------------------- | ----- | ------ | ------ | ---- | -------- | ---------- | --- |
| 藤咲真有香   | まゆた              | 1998年2月7日（27歳）  | 158cm | 栃木県 | 黄     | 雷   | パンダ   | ぱんだらけ | 活動期間：結成 - 2017年5月26日 健康上の理由から休養期間を経てグループを卒業、芸能界を引退。 |
| 藤川千愛     | ちあい              | 1995年6月6日（30歳）  | 162cm | 岡山県 | ピンク | 愛   | うさぎ   | うさぎ組   | 活動期間：結成 - 2018年9月24日 リードボーカルを担当していた。卒業後はソロ歌手として活動中。 |
| 中川美優     | みゆう              | 1995年5月12日（30歳） | 162cm | 北海道 | 紫     | 闇   | 羊       | 子羊       | 活動期間：結成 - 2023年3月20日 リーダー。 女性アイドルグループ「あいすなっつ」プロデューサー。 |
| 宮内凛       | りんりん りんちゃん | 1998年5月1日（27歳）  | 159cm | 栃木県 | 青     | 水   | かわうそ | カワウソ族 | 活動期間：結成 - 2023年3月20日 女性アイドルグループ「幻想喫茶店」プロデューサー。 |
| 松下玲緒菜   | れおにゃ            | 1999年5月2日（26歳）  | 153cm | 愛知県 | 赤     | 炎   | 猫       | マタタビー | 活動期間：結成 - 2023年3月20日 センター。 ジャストプロに所属してソロシンガーとして活動中。 |
| 深瀬美桜     | みおちゃん          | 2000年3月30日（25歳） | 153cm | 茨城県 | 黄     | 雷   | コアラ   | コアラー   | 活動期間：2017年11月22日 - 2022年5月22日 2代目黄色を担当の二期生。「新たな道へ進みたい」としてグループを卒業。 女性アイドルグループ「Onephony」プロデューサー。                                                               |
| 朝比奈さくら | 0                   | 2003年4月30日（22歳） | 158cm | 愛知県 | 赤     | 炎   | ライオン |            | 活動期間：2023年4月28日 - 2023年8月18日 2023年4月28日加入の五期生。元ヲルタナティヴ(神谷さくら名義)、元手羽先センセーション、欲バリセンセーション(佐野さくら名義)。 2023年8月18日契約解除 2024年6月17日からShangmooメンバー。 |
| 篠原葵       | あおちゃん          | 2000年7月1日（25歳）  | 163cm | 愛知県 | 緑     | 自然 | ペンギン |            | 活動期間：2018年12月15日 - 2024年4月12日 2018年12月15日加入の三期生。2代目リーダー。 |
| 森ふう花     | ふうちゃん          | 1998年5月26日（27歳） | 159cm | 徳島県 | 黄     | 光   | 熊       | ふう科     | 活動期間：2022年6月8日 - 2024年4月12日 2022年6月8日加入の四期生。正看護師免許を保有し特技が注射。 柊きき（夜光性アミューズ）は双子の妹。 卒業後にシュレーディンガーの犬に加入。                                               |

## 作品

### シングル
| PineS Valley   | PineS Valley                        | PineS Valley   | PineS Valley                     | PineS Valley                                                                                                   | PineS Valley | PineS Valley |
| #              | タイトル                            | 発売日         | 販売形態                         | 規格品番 | 備考 | 最高位       |
| -------------- | ----------------------------------- | -------------- | -------------------------------- | --- | --- | ------------ |
| 1              | 告白のススメ/愛言葉                 | 2015年11月14日 | CD                               | PSVL-00004 | 告白のススメ 【作詞:古谷完 作曲:上松範康 編曲:末益涼太】 | ―            |
| 1              | 告白のススメ/愛言葉                 | 2015年11月14日 | CD                               | PSVL-00004 | 愛言葉 【作詞:古谷完 作曲:上松範康 編曲:末益涼太】 | ―            |
| 2              | モンスターとケチャ/冗談じゃないね   | 2015年12月23日 | CD                               | PSVL-00006 | モンスターとケチャ 【作詞:古谷完 作曲・編曲:末益涼太】 | ―            |
| 2              | モンスターとケチャ/冗談じゃないね   | 2015年12月23日 | CD                               | PSVL-00006 | 冗談じゃないね 【作詞:古谷完 作曲・編曲:末益涼太】 | ―            |
| FORCE MUSIC    |                                     |                |                                  | | |              |
| 1              | きみわずらい/妄想桜                 | 2016年4月23日  | CD                               | QAFC-10001 (5人盤) QAFC-10002/6 (各メンバー盤)                                                                 | きみわずらい 【作詞:古谷完 作曲・編曲:藤永龍太郎】 ソロバージョンは各メンバー盤に収録。 『楽曲派！-GAKKYOKUHA- selected by マーティ・フリードマン』(CRCP-40480) 内収録。 テレビ朝日系『musicるTV』4月度エンディングテーマ テレビ埼玉『ウタ娘α』4月度オープニングテーマ テレビ埼玉『オサレガール』4月度オープニングテーマ 第5回アイドル楽曲大賞2016第一位（インディーズ/地方アイドル楽曲部門 | 9位          |
| 1              | きみわずらい/妄想桜                 | 2016年4月23日  | CD                               | QAFC-10001 (5人盤) QAFC-10002/6 (各メンバー盤)                                                                 | 妄想桜 【作詞:古谷完 作曲・編曲:末益涼太】 | 9位          |
| 2              | タイムマシン/SPLASH                 | 2016年10月18日 | CD                               | QAFC-10007 (通常5人盤) QAFC-10008/12 (各メンバー盤) QAFC-10013 (TR限定5人盤) QAFC-10014/8 (TR限定各メンバー盤) | タイムマシン 【作詞:古谷完 作曲・編曲:藤永龍太郎】 ソロバージョンは各メンバー盤に収録。 (109フォーラムビジョン:2016年11月9日〜12月1日) (ユニカビジョン:2016年11月21日〜11月27日) | 6位          |
| 2              | タイムマシン/SPLASH                 | 2016年10月18日 | CD                               | QAFC-10007 (通常5人盤) QAFC-10008/12 (各メンバー盤) QAFC-10013 (TR限定5人盤) QAFC-10014/8 (TR限定各メンバー盤) | SPLASH 【作詞:古谷完 作曲・編曲:末益涼太】 | 6位          |
| ―              |                                     |                |                                  | | |              |
| ―              | 青息吐息                            | 2017年5月22日  | CD                               | ― | 【作詞:古谷完 作曲:藤永龍太郎】 週刊プレイボーイ付録 | ―            |
| Virgin Records |                                     |                |                                  | | |              |
| 3              | どうでもいいや/ありきたりな言葉で   | 2017年6月28日  | CD                               | TYCT-30065 (5人盤) TYCT-39054/8 (各メンバー盤)                                                                 | どうでもいいや 【作詞:古谷完 作曲・編曲:藤永龍太郎】 ソロバージョンはTypeB,C,F及びSpecial Edition(配信)に収録。メジャーデビューシングル。 | 6位          |
| 3              | どうでもいいや/ありきたりな言葉で   | 2017年6月28日  | CD                               | TYCT-30065 (5人盤) TYCT-39054/8 (各メンバー盤)                                                                 | ありきたりな言葉で 【作詞:古谷完 作曲・編曲:藤永龍太郎】 ソロバージョンはTypeD,E及びSpecial Edition(配信)に収録。メジャーデビューシングル。 | 6位          |
| 日本コロムビア |                                     |                |                                  | | |              |
| 4              | 鏡の中から/あたしの残りぜんぶあげる | 2018年4月18日  | CD(+DVD)                         | COZA-1428/9 (DVD付5人盤) COCA-17442/6 (各メンバー盤) COCA-17451 (CD5人盤)                                      | 鏡の中から 【作詞:古谷完 作曲・編曲:末益涼太】 テレビアニメ『ゲゲゲの鬼太郎（第6作）』（フジテレビほか）第1期エンディング主題歌。 | 5位          |
| 4              | 鏡の中から/あたしの残りぜんぶあげる | 2018年4月18日  | CD(+DVD)                         | COZA-1428/9 (DVD付5人盤) COCA-17442/6 (各メンバー盤) COCA-17451 (CD5人盤)                                      | あたしの残りぜんぶあげる 【作詞:古谷完 作曲・編曲:藤永龍太郎】 | 5位          |
| 4              | 鏡の中から/あたしの残りぜんぶあげる | 2018年4月18日  | CD(+DVD)                         | COZA-1428/9 (DVD付5人盤) COCA-17442/6 (各メンバー盤) COCA-17451 (CD5人盤)                                      | ハリネズミの唄 【作詞:古谷完 作曲・編曲:藤永龍太郎】 TypeA～TypeF及びSpecial Edition(配信)に収録。 ソロバージョンはTypeB～F及びSpecial Edition(配信)に収録。 | 5位          |
| 4              | 鏡の中から/あたしの残りぜんぶあげる | 2018年4月18日  | CD(+DVD)                         | COZA-1428/9 (DVD付5人盤) COCA-17442/6 (各メンバー盤) COCA-17451 (CD5人盤)                                      | ハリネズミの唄 〜Acoustic Version〜 【作詞:古谷完 作曲・編曲:藤永龍太郎】 TypeB～G及びSpecial Edition(配信)に収録。 | 5位          |
| 5              | いつかどこかで/ワンチャンス         | 2019年3月20日  | CD(+DVD)                         | COZA-1529/30 (DVD付5人盤) COCA-17579/83 (各メンバー盤) COCA-17584 (CD5人盤)                                    | いつかどこかで 【作詞:古谷完 作曲・編曲:藤永龍太郎】 テレビアニメ『おこしやす、ちとせちゃん』(TOKYO MX、KBS京都)第2期エンディング主題歌。 | 6位          |
| 5              | いつかどこかで/ワンチャンス         | 2019年3月20日  | CD(+DVD)                         | COZA-1529/30 (DVD付5人盤) COCA-17579/83 (各メンバー盤) COCA-17584 (CD5人盤)                                    | ワンチャンス 【作詞:古谷完 作曲・編曲:末益涼太】 | 6位          |
| 5              | いつかどこかで/ワンチャンス         | 2019年3月20日  | CD(+DVD)                         | COZA-1529/30 (DVD付5人盤) COCA-17579/83 (各メンバー盤) COCA-17584 (CD5人盤)                                    | さよならなんて 【作詞:古谷完 作曲・編曲:藤永龍太郎】 | 6位          |
| 5              | いつかどこかで/ワンチャンス         | 2019年3月20日  | CD(+DVD)                         | COZA-1529/30 (DVD付5人盤) COCA-17579/83 (各メンバー盤) COCA-17584 (CD5人盤)                                    | 虹を探しに(中川美優ソロ) 【作詞:古谷完 作曲・編曲:竹田祐介】 TypeB及びSpecial Edition(配信)に収録。 | 6位          |
| 5              | いつかどこかで/ワンチャンス         | 2019年3月20日  | CD(+DVD)                         | COZA-1529/30 (DVD付5人盤) COCA-17579/83 (各メンバー盤) COCA-17584 (CD5人盤)                                    | Guess!!(宮内凛ソロ) 【作詞:古谷完 作曲・編曲:末益涼太】 TypeC及びSpecial Edition(配信)に収録。 | 6位          |
| 5              | いつかどこかで/ワンチャンス         | 2019年3月20日  | CD(+DVD)                         | COZA-1529/30 (DVD付5人盤) COCA-17579/83 (各メンバー盤) COCA-17584 (CD5人盤)                                    | 漫画みたいに恋したい(松下玲緒菜ソロ) 【作詞:古谷完 作曲・編曲:都丸椋太】 TypeD及びSpecial Edition(配信)に収録。 | 6位          |
| 5              | いつかどこかで/ワンチャンス         | 2019年3月20日  | CD(+DVD)                         | COZA-1529/30 (DVD付5人盤) COCA-17579/83 (各メンバー盤) COCA-17584 (CD5人盤)                                    | ジャンプ(深瀬美桜ソロ) 【作詞:古谷完 作曲・編曲:笠井雄太】 TypeE及びSpecial Edition(配信)に収録。 | 6位          |
| 5              | いつかどこかで/ワンチャンス         | 2019年3月20日  | CD(+DVD)                         | COZA-1529/30 (DVD付5人盤) COCA-17579/83 (各メンバー盤) COCA-17584 (CD5人盤)                                    | ワンチャンス(篠原葵ソロ) 【作詞:古谷完 作曲・編曲:末益涼太】 TypeF及びSpecial Edition(配信)に収録。 | 6位          |
| 6              | まわる世界に                        | 2021年4月21日  | CD(+DVD)                         | COZA-1745/6 (DVD付5人盤) COCA-17876/80 (各メンバー盤)                                                          | まわる世界に 【作詞:古谷完 作曲・編曲:竹田祐介】 TypeA～Fに収録。インストはTypeAのみに収録。ソロバージョンはTypeB～F及びSpecial Edition(配信)に収録。 テレビアニメ&実写『やくならマグカップも』(CBCテレビほか)実写パートオープニング主題歌。 | 5位          |
| 6              | まわる世界に                        | 2021年4月21日  | CD(+DVD)                         | COZA-1745/6 (DVD付5人盤) COCA-17876/80 (各メンバー盤)                                                          | 難攻不落 【作詞:古谷完 作曲:竹田祐介】 TypeA～Fに収録。インストはTypeAに収録。 | 5位          |
| 6              | まわる世界に                        | 2021年4月21日  | CD(+DVD)                         | COZA-1745/6 (DVD付5人盤) COCA-17876/80 (各メンバー盤)                                                          | 引き算 【作詞:古谷完 作曲:藤永龍太郎】 TypeA～Fに収録。インストはTypeAに収録。 | 5位          |
| 7              | Awesome!                            | 2022年4月20日  | CD(＋Blu-ray) CD(＋フォトブック) | COZA-1896/7 (Blu-ray付各メンバー盤) COCA-17998(フォトブック付5人/ユニット盤) COCA-17999(CD5人/ユニット盤)      | Awesome! 【作詞:古谷完 作曲・編曲:下田晃太郎】 TypeA～Cに収録。インストはTypeB,Cに収録。 テレビアニメ『RPG不動産』(AT-Xほか)エンディング主題歌。 | 6位          |
| 7              | Awesome!                            | 2022年4月20日  | CD(＋Blu-ray) CD(＋フォトブック) | COZA-1896/7 (Blu-ray付各メンバー盤) COCA-17998(フォトブック付5人/ユニット盤) COCA-17999(CD5人/ユニット盤)      | めんどくせー 【作詞:古谷完 作曲・編曲:竹田祐介】 TypeA～Cに収録。インストはTypeB,Cに収録。 | 6位          |
| 7              | Awesome!                            | 2022年4月20日  | CD(＋Blu-ray) CD(＋フォトブック) | COZA-1896/7 (Blu-ray付各メンバー盤) COCA-17998(フォトブック付5人/ユニット盤) COCA-17999(CD5人/ユニット盤)      | 狂気(中川美優、松下玲緒菜、深瀬美桜) 【作詞:古谷完 作曲・編曲:日高勇輝】 TypeA～Cに収録。インストはTypeB,Cに収録。 | 6位          |

### アルバム
| 日本コロムビア | 日本コロムビア                                 | 日本コロムビア | 日本コロムビア | 日本コロムビア                                            | 日本コロムビア | 日本コロムビア | 日本コロムビア |
| #              | タイトル                                       | 発売日         | 販売形態       | 企画品番                                                  | 収録曲 | 備考 | 最高順位       |
| -------------- | ---------------------------------------------- | -------------- | -------------- | --------------------------------------------------------- | --- | --- | -------------- |
| 1              | きみわずらい                                   | 2018年4月18日  | CD             | COCP-40307                                                | 1. きみわずらい 2. タイムマシン 3. 青息吐息 ☆ 4. ありきたりな言葉で 5. 奇跡 ☆ 6. キミに届け ☆ 7. 僕が僕を ☆ 8. カクカクシカジカ ☆ 9. 一刀両断 ☆ 10. 妄想日記 ☆ 11. キミが笑えば ☆ 12. SEVENTH HEAVEN ☆ 13. 冗談じゃないね | ☆新曲、アルバム初収録曲 シングル『鏡の中から/あたしの残りぜんぶあげる』と同時発売。                                                                                      | 12位           |
| -              | 昨日のあたしに負けたくないの (Special Edition) | 2018年8月28日  | 配信           | COKM-42120                                                | 1. 昨日のあたしに負けたくないの 2. ありよりのあり 3. 相思い 4. 昨日のあたしに負けたくないの(instrumental) 5. ありよりのあり(instrumental) 6. 相思い(instrumental) 7. Special Track | 配信限定アルバム | －             |
| 2              | あるわけないの                                 | 2019年12月18日 | CD(+DVD)       | COZP-1601/2 (DVD付) COCP-17696 (写真集付 )COCP-17697 (CD) | 【CD】 1. 共通項 ☆ 2. 君のいない世界に ☆ 3. 相思い 4. あるわけないのその奥に ☆ 5. 鏡の中から 6. 愛と狂気とカタルシス ☆ 7. ありよりのあり 8. ジャンプ ☆ 9. 妄想桜 10. 漫画みたいに恋したい ☆ 11. Guess!! ☆ 12. SPLASH 13. 虹を探しに ☆ 14. 昨日のあたしに負けたくないの 【DVD】 - 「あるわけないのその奥に」MUSIC VIDEO - 「あるわけないのその奥に」MUSIC VIDEOメイキング | ☆新曲、アルバム初収録曲 あるわけないのその奥に 【作詞:古谷完 作曲・編曲:藤永龍太郎】 テレビアニメ『ゲゲゲの鬼太郎（第6作）』（フジテレビほか） 第7期エンディング主題歌。 | 7位            |

### コラボ楽曲
| タイトル             | コラボアーティスト | 発売日        | 販売形態 | 企画品番  | 備考                                                 |
| -------------------- | ------------------ | ------------- | -------- | --------- | ---------------------------------------------------- |
| I feat. まねきケチャ | CIVILIAN           | 2019年3月13日 | CD       | SRCL-9994 | CIVILIAN初のコラボシングル『邂逅ノ午前零時』内収録。 |
| I feat. まねきケチャ | CIVILIAN           | 2019年3月13日 | 配信     | ―         | CIVILIAN初のコラボシングル『邂逅ノ午前零時』内収録。 |

## 出演

### テレビ

#### バラエティ
- TOKYO IDOL TV（2016年2月11日、フジテレビ） - 松下
- ＃ハイ_ポール（2016年7月8日、フジテレビ） - 藤川
- アイドル魂なだれ坂ロック!（2016年9月26日、BSジャパン）
- 指原議長とアイドル国会（2016年12月23日、フジテレビ） - 中川、藤川、松下
- アイドリアル〜アイドルの今を切り取る〜（2017年1月14日・21日、フジテレビ）
- NEO決戦バラエティ キングちゃん（2017年5月30日・6月6日、テレビ東京） - 松下
- この指と〜まれ!（2017年7月15日他、フジテレビ）
- 音ボケPOPS（2017年9月9日、TOKYO MX）
- NEWSな2人（2017年11月4日、TBS） - 中川
- THEカラオケ★バトル（2017年11月22日、テレビ東京） - 藤川
- まねきケチャの夜談（よだん）◇WOWOW PLUS MUSIC -深夜1時の音楽タイム-（2019年12月24日 - 2020年2月4日、歌謡ポップスチャンネル）
- ゲームズ・ボンド（2021年3月29日、テレビ朝日）‐ 松下、中川、深瀬
- 関内デビル（2021年4月21日、テレビ神奈川）‐ 松下、宮内、深瀬
- 有吉反省会（2021年4月24日、日本テレビ）
- 不気味な答え 恋愛考察ミステリー（2024年8月16日、テレビ朝日）

#### ライブ
- バズリズム（2017年6月10日他、日本テレビ）
- ライブB♪（2017年6月28日、TBS）
- バズリズム02（日本テレビ）
  - （2018年4月7日）
  - （2019年12月14日）
  - （2021年4月17日）
  - （2022年4月30日）

### ラジオ
- まねかれナイト（2016年4月8日 - 10月28日、bayfm）
- Tresen+（2016年4月12日・10月14日他、FMヨコハマ）
- ラジオのアナ〜ラジアナ（2016年4月22日、FM NACK5） - 中川、藤川
- 60TRY部（2019年3月27日・2022年7月27日、RFラジオ日本）
- NONSTYLE井上の渋谷ジャック（2020年9月13日、渋谷クロスFM）‐ 宮内、深瀬
- トレンディエンジェルのPePePeラジオ（2021年5月8日、文化放送）‐ 宮内、深瀬
- ケチャたましい30分（2022年8月5日 - 12月30日、RFラジオ日本）